# ديكومومانو
ديكومومانو، (بالإنجليزية: Decimomannu)‏، (سردينيا: Deximumannu)، هي بلدية في مدينة كالياري، سردينيا، إيطاليا. تقع على بعد حوالي 17 كم (11 ميل) شمال غرب وسط كالياري، وبلغ عدد سكانها حوالي 8115 عام 2014.

## المناخ
يظهر الجدول التالي التغييرات المناخية على مدار السنة لديكومومانو:
| البيانات المناخية لـديكومومانو     | البيانات المناخية لـديكومومانو | البيانات المناخية لـديكومومانو | البيانات المناخية لـديكومومانو | البيانات المناخية لـديكومومانو | البيانات المناخية لـديكومومانو | البيانات المناخية لـديكومومانو | البيانات المناخية لـديكومومانو | البيانات المناخية لـديكومومانو | البيانات المناخية لـديكومومانو | البيانات المناخية لـديكومومانو | البيانات المناخية لـديكومومانو | البيانات المناخية لـديكومومانو | البيانات المناخية لـديكومومانو |
| الشهر                              | يناير                          | فبراير                         | مارس                           | أبريل                          | مايو                           | يونيو                          | يوليو                          | أغسطس                          | سبتمبر                         | أكتوبر                         | نوفمبر                         | ديسمبر                         | المعدل السنوي                  |
| ---------------------------------- | ------------------------------ | ------------------------------ | ------------------------------ | ------------------------------ | ------------------------------ | ------------------------------ | ------------------------------ | ------------------------------ | ------------------------------ | ------------------------------ | ------------------------------ | ------------------------------ | ------------------------------ |
| متوسط درجة الحرارة الكبرى °م (°ف)  | 14.0 (57.2)                    | 14.6 (58.3)                    | 16.3 (61.3)                    | 19.2 (66.6)                    | 23.7 (74.7)                    | 28.1 (82.6)                    | 31.6 (88.9)                    | 31.4 (88.5)                    | 28.1 (82.6)                    | 23.4 (74.1)                    | 18.3 (64.9)                    | 15.0 (59.0)                    | 22.0 (71.6)                    |
| متوسط درجة الحرارة الصغرى °م (°ف)  | 4.5 (40.1)                     | 5.0 (41.0)                     | 5.9 (42.6)                     | 7.5 (45.5)                     | 10.8 (51.4)                    | 14.7 (58.5)                    | 17.6 (63.7)                    | 18.3 (64.9)                    | 16.1 (61.0)                    | 12.7 (54.9)                    | 8.5 (47.3)                     | 5.8 (42.4)                     | 10.6 (51.1)                    |
| الهطول مم (إنش)                    | 47.7 (1.88)                    | 65.7 (2.59)                    | 51.8 (2.04)                    | 46.8 (1.84)                    | 24.2 (0.95)                    | 11.3 (0.44)                    | 3.2 (0.13)                     | 14.2 (0.56)                    | 37.3 (1.47)                    | 54.4 (2.14)                    | 65.7 (2.59)                    | 61.2 (2.41)                    | 483.5 (19.04)                  |
| متوسط أيام هطول الأمطار (≥ 1.0 mm) | 8.2                            | 8.8                            | 7.9                            | 6.6                            | 3.8                            | 1.7                            | 0.8                            | 1.4                            | 4.3                            | 6.4                            | 8.6                            | 9.3                            | 67.8                           |
| متوسط الرطوبة النسبية (%)          | 78                             | 75                             | 72                             | 70                             | 68                             | 64                             | 62                             | 64                             | 69                             | 73                             | 78                             | 80                             | 71                             |
| المصدر: NOAA                       |                                |                                |                                |                                |                                |                                |                                |                                |                                |                                |                                |                                |                                |

## السكان
في سنة 1861 بلغ عدد السكان 1٬375 نسمة، وتطور العدد ليصل في سنة 2011 لـ 7٬831 نسمة.
يظهر هذا المخطط البياني تطور النمو السكاني لـ ديكومومانو